# Plectroctena anops
Plectroctena anops is een mierensoort uit de onderfamilie van de Ponerinae. De wetenschappelijke naam van de soort is voor het eerst geldig gepubliceerd in 1974 door Bolton.